# Калинино (Хакасия)
Калинино — село в Усть-Абаканском районе Хакасии.

## География
Находится в 12 км южнее райцентра — пгт Усть-Абакан.
Расстояние до ближайшей железнодорожной станции Абакан — 5 км, до аэропорта г. Абакана — 200 м.

## История
Село возникло в начале 1920-х. Первоначальное название — коммуна «Агрокультура».

## Население
| 2002 | 2010  | 2021  |
| ---- | ----- | ----- |
| 2790 | ↗3718 | ↗6867 |

Число хозяйств — 841, население — 2789 (01.01.2004), в том числе русские, хакасы, мордва, чуваши, немцы, армяне, грузины, поляки и др.

## Экономика
Крупнейшие предприятия — ЗАО «Шебаевское» (бывший совхоз «Шебаевский»), мясо-молочное направление.

## Образование
Имеются детский сад, начальная и средняя общеобразовательная школы.